# Détroit d'Arthur
Le détroit d'Arthur, aujourd'hui Fjord Arthur est un fjord du Nunavut au Canada. 

## Géographie
Il est situé entre Separation Point et un point non nommé à environ 8 km au sud-ouest du cap Disraeli.
Il est découvert par Edward Belcher en 1853.